# Непостижимый ужас
«Непостижимый ужас» (англ. The Untold) — канадский независимый приключенческий фильм ужасов с элементами боевика 2002 года, снятый израильским режиссёром Джонасом Куастелом. Впервые фильм был показан во Франции в мае 2002 года. 11 марта 2003 года фильм был выпущен на DVD под названием Sasquatch (с англ. — «Сасквоч»), под этим же названием он был показан на американском телеканале SyFy; в англоязычным прокате он шёл под изначальным названием The Untold (с англ. — «Невыразимое», «Нерассказанное»). Франко-канадское издание DVD вышло под названием Inexplicable (с англ. — «Необъяснимое»), во Франции фильм вышел под названием Sasquatch: la créature de la forêt (с фр. — «Сасквоч: Лесное существо»). В России фильм вышел на DVD под названием «Непостижимый ужас». Критики отнеслись к фильму в основном отрицательно, были отмечены нелогичный и неоригинальный сценарий, неправдоподобные диалоги, а также плохая режиссура Куастела.

## Сюжет
Самолёт, в котором летела Тара Ноулз (Эрика Дюранс), исследователь компании Bio-Comp, и её команда, терпит крушение над лесами Канады, а всю команду убивает неизвестное существо. Отец Тары, Харлан Ноулз (Лэнс Хенриксен), собирает собственную спасательную команду: компьютерного инженера Плазза (Джереми Радик), представителя страховой компании Марлу Лоусон (Андреа Рот), известного выживальщика Уинстона Бурга, судебного следователя Никки Адамс и местного охотника Клейтона Тайна.
В первую же ночь после прибытия в предполагаемую зону крушения на Марлу нападает какой-то зверь, на следующий день команда находит мёртвого медведя со сломанной шеей. В пещере, в которой группа укрылась от дождя, Плазз находит рисунки, недавно сделанные на стене кровью, а Харлан — ракушку, часть ожерелья Тары. В конце дня Марла сообщает Харлану, что знает о проекте, над которым работала Тара, и что без прототипа, который у неё был, его компания обанкротится; она обещает сохранить всё в тайне в обмен на крупную сумму.
На следующий день члены команды обнаруживают место крушения самолёта и следы. Пройдя по ним, они находят спрятанные обломки самолёта, а также «Хаксли» — прототип машины, способной анализировать генетический состав любого органического материала. Выясняется, что уже после катастрофы устройство было использовано для анализа крови — и результат
показал, что она не принадлежит ни одному их известных видов на планете.
Бург напивается и, услышав шум, начинает беспорядочно стрелять в сторону леса. Он попадает в некое существо, которое издаёт рёв. Харлан увольняет Бурга, что приводит того в ярость. После того, как Бурга оставляют одного у костра, сасквоч хватает его. Харлан выясняет, что кровь была взята с внешней стороны самолёта: получается, что сасквоч, скорее всего, погиб при аварийной посадке самолёта, а его семья в отметку убила всех, кто был на самолёте. Клейтон идёт на крик Бурга и находит в зарослях огромное логово с трупами Бурга и всех членов команды, включая Тару.
Пока члены команды хоронят тела, сасквоч наблюдает за ними. Марла крадёт «Хаксли», но монстр убивает её. Харлан забирает «Хаксли». Клейтон и остальные пытаются убедить Харлана оставить устройство, объясняя, что сасквоч достаточно умён и понимает, что «Хаксли» для других людей станет доказательством его существования. Харлан, не желая оставлять устройство, отделяется от остальных. Существо начинает его преследовать и сбивает с ног. Очнувшись, Харлан видит, что находится рядом с могилой мёртвого сасквоча, который был сбит самолётом; он стреляет в «Хаксли», после чего монстр уходит. Фильм заканчивается титром, объясняющим, что Клейтон, Никки и Харлан опровергли утверждения Плазза о встрече с сасквочем.

## В ролях
| Актёр           | Роль                  |
| --------------- | --------------------- |
| Лэнс Хенриксен  | Харлан Ноулз          |
| Андреа Рот      | Марла Лоусон          |
| Расселл Феррье  | Клейтон Тайн          |
| Филип Грэйнджер | Уинстон Бург          |
| Джереми Радик   | Плазз                 |
| Мэри Манчини    | Никки Адамс           |
| Тарас Костюк    | сасквоч               |
| Эрика Дюранс    | Тара Ноулз            |
| Роб Кларк       | пилот                 |
| Скантон Джонс   | член экипажа салолёта |

## Производство
Фильм снимался на натуре в настоящем лесу. По словам режиссёра, производство фильма происходило в спешке и заняло всего 12 дней. А о том, что название фильма было изменено с изначального The Untold (с англ. — «Невыразимое», «Нерассказанное») на Sasquatch (с англ. — «Сасквоч»), Джонас Куастел узнал буквально за несколько минут перед тем, как начал записывать аудиокомментарий к DVD-изданию фильма, этот факт его удивил и разочаровал. Он также остался недоволен дополнительным монтажом, который он впервые увидел во время просмотра фильма в студии для записи аудиокомментариев.

## Релиз
Фильм был выпущен на DVD 11 марта 2003 года. Позже Lionsgate выпустила фильм на DVD 4 июня 2014 года.

## Критика
Критики восприняли фильм в основном негативно. Патрик Наугл из DVD Verdict дал фильму отрицательную рецензию, назвав его «идеей толщиной с тонкую бумажку, растянутой в целый фильм». Скотт Вайнберг с сайта eFilmCritic.com присудил фильму 1 звезду из 4, отметив нелогичность сюжета и отсутствие заглавного монстра на протяжении большей части фильма. Digital Retribution.com раскритиковал фильм, заявив, что некоторые вещи в нём выглядят круто, однако главная беда заключается в том, что Куастел отчаянно пытается показать свой собственный стиль, произвести впечатление, однако у него ничего не получается: в фильме нет ни смысла, ни оригинальности. В то же время в рецензии отмечается, что в тех моментах, когда не используются ни спецэффекты, ни операторские «примочки», когда история как бы течёт сама по себе — фильм смотрится вполне неплохо. Спустя почти десять лет после выхода фильма на DVD он был подвергнут критике в рецензии на сайте MTV.com в разделе под названием «Плохие фильмы Эрика» (англ. Eric's Bad Movies). Большая часть рецензии представляет собой анализ сюжета фильма, а игра актёров критикуется в шутливой манере; отмечается, что в фильме не чувствуется вдохновения и он «утомительно однообразен».
Автор Дэвид Коулмэн писал, что фильм имеет несколько примечательных особенностей, в отличие от других фильмов о бигфуте, снятых в последние годы: это, в первую очередь, съёмки на натуре в труднодоступных участках леса, что придаёт ему ощущение правдоподобности, а также наличие в фильме чёрного юмора (рецензент, к примеру, отметил охотника, страдающего агорафобией и боящегося дикой природы). Коулмэн выделяет «опытный» актёрский состав, но уточняет, что «как бы профессиональны ни были многие актёры, они не могут преодолеть слабость написанных для них ролей». Отдельно он выделяет работу характерного актёра Лэнса Хенриксена, который получил в фильме редкую для своей карьеры главную роль. Хенриксен «привносит томительную боль и печаль» в свою роль, и в результате получается редкий фильм в жанре ужасов о снежном человеке, в котором есть симпатичный, хорошо мотивированный главный герой. Андреа Рот не менее хороша в фильме, у неё получился хороший образ «конченой стервы». В завершении своей рецензии Коулмэн заключает, что при всех своих благих намерениях фильм «спотыкается о собственные ограничения»: слишком часто звучат неправдоподобные диалоги, и практически все персонажи являются клишированными, «не отличается новизной и сюжет».

## Анализ
Коулмэн писал, что «сам костюм криптида уникален тем, что он не похож на обычную маску гориллы и костюм, характерные для большинства малобюджетных фильмов». У него необычно округлый лысый череп, что подразумевает связь между ним и человеком. Куастел ловко удерживается от крупных планов существа до последних минут фильма и снимает большинство его появлений в стиле фильма «Легенда Богги Крик» (1972), с использованием телеобъектива и «быстрых взглядов на криптида», когда того становится немного видно из-за кустов.
Некоторые критики предположили, что способность монстра видеть ночью «тепловым зрением» позаимствована из «Хищника» (1987), но этот эффект использовался ещё раньше (как пример Коулмэн приводит фильм «Волки» 1981 года, в котором при помощи такого же эффекта показывался мир глазами волков). А в фильмах о снежном человеке подобная техника использовалась настолько часто, что, по мнению Коулмэна, уже стала визуальным клише. Зато подобный приём хорошо может объяснить то, как криптиду удавалось преследовать своих жертв ночью в тёмном лесу.